# 国際連合安全保障理事会決議808
国際連合安全保障理事会決議808（こくさいれんごうあんぜんほしょうりじかいけつぎ808、英: United Nations Security Council Resolution 808）は、1993年2月22日に国際連合安全保障理事会で採択された決議である。決議713とその後の旧ユーゴスラビアに関する決議（764、771、780など）を再確認した上で、民族浄化などの犯罪や国際人道法違反を終わらせると宣言し、1991年以降に旧ユーゴスラビアで犯された重大な国際人道法違反の責任者を起訴するための国際法廷を設立するべきであるとした。後に、旧ユーゴスラビア国際戦犯法廷として知られることになる。
また、国際連合事務総長ブトロス・ブトロス＝ガーリに対して、法的根拠の有無を含めて、法廷の設立決定の履行に関する特別な提案と意見について、決議808の採択から60日以内に報告書を提出するように求めた。同時に加盟国からの提案も考慮するとし、フランス、イタリア、スウェーデンから提案書が提出された。法廷は決議827により完全に確立された。